# Antiga Fábrica da Baleia do Porto Pim

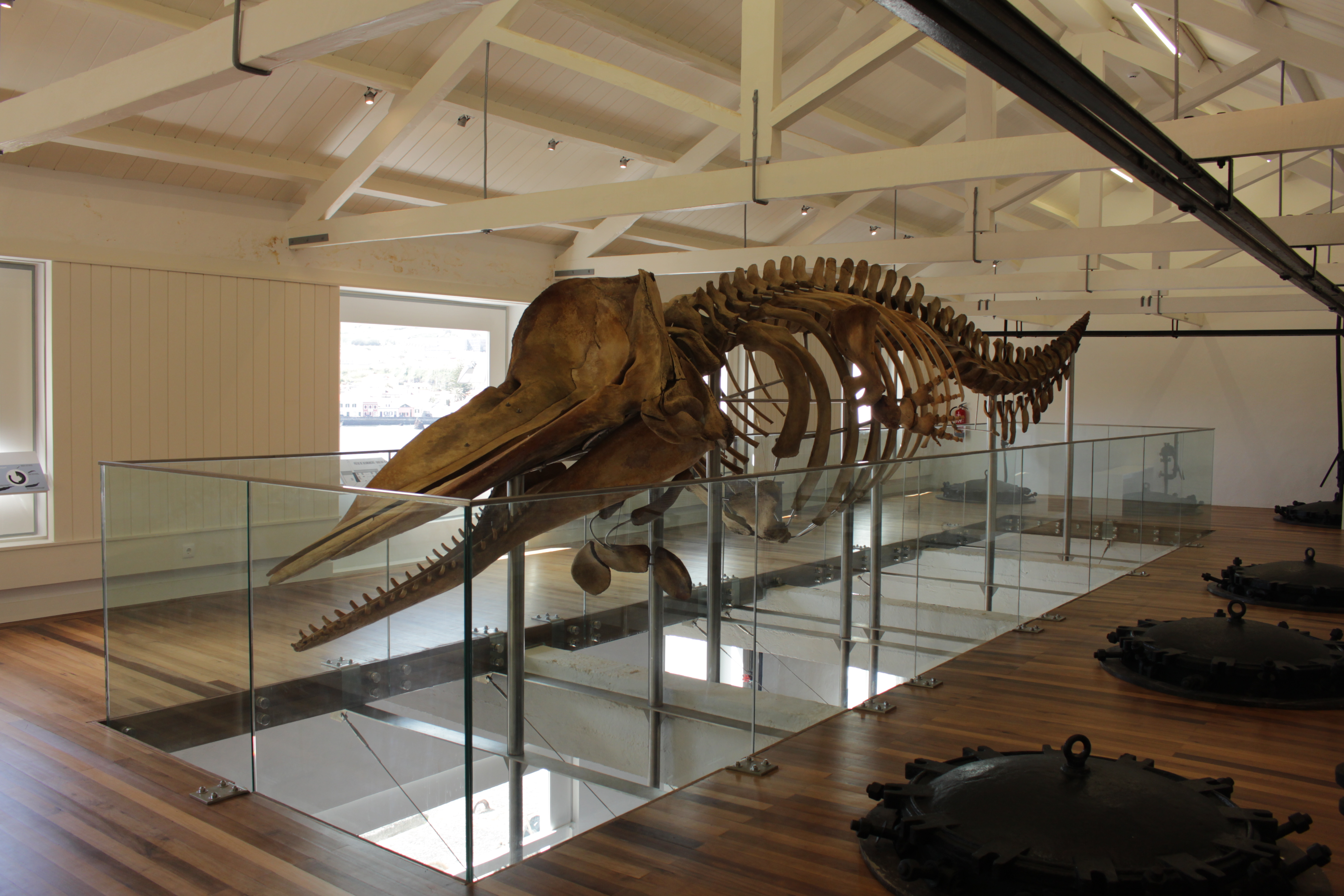
Esqueleto de fêmea de cachalote com 10 m, presente na sala Patrão Manuel, na Fábrica da Baleia de Porto Pim.

A antiga Fábrica da Baleia do Porto Pim localiza-se no Monte da Guia, na freguesia das Angústias, cidade e município da Horta, na ilha do Faial, nos Açores.
Trata-se de uma antiga instalação industrial ligada à baleação no arquipélago. A sua gestão encontra-se a cargo do Observatório do Mar dos Açores.
O imóvel encontra-se classificado como Imóvel de Interesse Público desde 1984.

## História
A indústria ligada à baleação no Faial evoluiu rapidamente de uma atividade quase incipiente para uma indústria que trouxe riqueza e prosperidade, a ponto de nesta ilha terem existido duas fábricas no mesmo setor.
A mais antiga e a primeira do seu género na ilha foi fundada em finais do século XIX, tendo operado até princípios do século XX, quando se procedeu à construção de uma unidade melhor adaptada às novas exigências industriais.
A nova fábrica foi construída em 1941 e operou até 1975. Foi uma unidade que já trabalhava a vapor usando autoclaves, técnica que permitia não apenas um mais rápido processamento da carcaça da baleia, como um integral aproveitamento da mesma.
Atualmente inativada, uma vez que Portugal aderiu à legislação internacional de proibição de caça à baleia, foi restaurada e transformada num museu destinado à demonstração, não só do tema: "Caça à Baleia", mas também de outros assuntos ligados ao mar, transformando assim uma das suas valências em "Centro de Ciência".
O museu tem espaços destinados à organização de conferências e exposições de usualmente ligadas a temas relacionados com o mar.
As máquinas da fábrica encontram-se praticamente todas recuperadas, constituindo uma preciosa mais valia para quem aqui procura conhecer este tradicional tema no arquipélago.
A 20 de Setembro de 2018, são inauguradas as obras de requalificação da Fábrica da Baleia de Porto Pim, com melhorias gerais em todo o edifício e equipando o núcleo com um novo auditório, denominado "Luís da Rocha Monteiro", em homenagem a este investigador. Um esqueleto de fêmea de cachalote é então instalado no piso superior da Fábrica, bem como uma exposição dedicada à biologia da espécie processada na fábrica.